# 旅程世界巡迴演唱會
《旅程世界巡迴演唱會》，是歌手張韶涵的第四次巡迴演唱會，自2018年7月14日於上海梅賽德斯-奔馳文化中心揭開序幕，本次巡演橫跨三大洲，不僅有亞洲的場次，還有到北美洲的加拿大、大洋洲的澳洲開唱。

## 演唱會製作
暌違半年，張韶涵「旅程」世界巡迴演唱會再度出發。 製作團隊邀請了美國Victoria's Secret的幕後團隊操刀，創意總監David Shapiro （页面存档备份，存于）和舞蹈顧問David Marquez （页面存档备份，存于）參與籌備，更聯手香港導演Jacky Lee參與巡演製作。
該巡演的舞美沿用視頻作主題包裝，而不同歌曲的演繹也將配合機動舞台和視頻轉變，令觀眾每分鐘都有多種感官體驗，一起沉浸在張韶涵的音樂世界裡。除了舞美和製作，造型也配合整個演唱會的故事構思，邀請中國大陸服裝設計師張家衣設計，打造造型，將多面的張韶涵帶到觀眾的面前。
在音樂方面邀請了新加坡音樂總監Kenn C，歌單也重新編排，團隊為Angela經典的歌曲注入更多新的元素，除大眾熟悉的旋律外，令她的歌曲讓愛她的聽眾們感受到她的內心世界。

## 巡演場次
| 場次       | 日期           | 國家／地區 | 城市             | 場館                           | 表演嘉賓                                          | 附註 | 動員人數     |
| ---------- | -------------- | ---------- | ---------------- | ------------------------------ | ------------------------------------------------- | --- | ------------ |
| 1          | 2018年7月14日  | 中国大陆   | 上海             | 梅賽德斯-奔馳文化中心          | 阿嬌                                              | 提前約一個月售罄； 好友阿嬌蒞臨現場； 安可曲為〈Faded+Titanium〉                                                                    | 大約13,000人 |
| 2          | 2018年7月28日  | 中国大陆   | 西安             | 西安曲江国际会展中心B4馆       |                                                   | 安可曲為〈阿刁〉 | 大約10,000人 |
| 3          | 2018年8月4日   | 中国大陆   | 成都             | 雙流體育中心體育場             |                                                   | 安可曲為〈阿刁〉 | 大約25,000人 |
| 4          | 2018年8月11日  | 中国大陆   | 佛山             | 岭南明珠體育館                 | Kenn C                                            | 安可曲為〈還記得嗎〉feat. Kenn C | 大約8,000人  |
| 5          | 2018年8月18日  | 中国大陆   | 天津             | 天津體育館                     |                                                   | 安可曲為〈手心的太陽〉 | 大約10,000人 |
| 6          | 2018年8月25日  | 中国大陆   | 南京             | 南京奧體中心體育館             |                                                   | 提前約一個半月售罄； 安可曲為〈Besame Mucho + Despacito〉                                                                           | 大約10,000人 |
| 7          | 2018年9月1日   | 中国大陆   | 瀋陽             | 遼寧體育館                     |                                                   | 安可曲為〈不想懂得〉 | 大約10,000人 |
| 8          | 2018年9月8日   | 中国大陆   | 青島             | 青島體育中心國信體育館         |                                                   | 透露台北站將會加入更多新的規劃； 安可曲為〈喜歡你沒道理〉                                                                           | 大約10,000人 |
| 9          | 2018年9月15日  | 中国大陆   | 福州             | 福州海峽奧林匹克體育中心綜合館 |                                                   | 現場幫粉絲一同求婚，並自掏腰包送給粉絲戒指； 安可曲為〈看得最遠的地方〉                                                             | 大約10,086人 |
| 10         | 2018年9月22日  | 中国大陆   | 哈爾濱           | 哈爾濱會展中心體育場           |                                                   | 首次於哈爾濱舉辦個人演唱會，創下女歌手於哈爾濱演唱會歷史上入場最多人數紀錄； 安可曲為〈我戀愛了〉                                   | 大約40,000人 |
| 11         | 2018年9月30日  | 中国大陆   | 北京             | 凱迪拉克中心                   | 黃雅莉、 李紫婷(火箭少女女團成員)                 | 〈香水百合〉、〈手心的太陽〉、〈不想懂得〉、〈喜歡你沒道理〉加入歌單； 安可曲為〈阿刁+Besame Mucho + Despacito + Faded & Titanium〉 | 大約12,000人 |
| 12         | 2018年10月7日  | 中国大陆   | 合肥             | 合肥體育中心體育館             |                                                   | 安可曲為〈香水百合〉 | 大約8,000人  |
| 13         | 2018年10月13日 | 中国大陆   | 武漢             | 武漢客廳·中國文化博覽中心A館   |                                                   | 安可曲為〈還記得嗎〉 | 大約9,500人  |
| 14         | 2018年10月20日 | 中国大陆   | 金華             | 金華體育中心體育館             |                                                   | 安可曲為〈看得最遠的地方〉 | 大約70,00人  |
| 15         | 2018年10月27日 | 中国大陆   | 廣州             | 廣州國際體育演藝中心           |                                                   | 安可曲為〈我戀愛了〉 | 大約12,000人 |
| 16         | 2018年11月3日  | 中国大陆   | 深圳             | 深圳灣體育中心“春繭”體育館     |                                                   | 安可曲為〈喜歡你沒道理〉 | 大约11,000人 |
| 17         | 2018年11月10日 | 中国大陆   | 杭州             | 黃龍體育中心體育館             |                                                   | 安可曲為〈口袋的天空〉 | 大约8,000人  |
| 18         | 2018年12月1日  | 中国大陆   | 重慶             | 重慶國際博覽中心               |                                                   | 安可曲为〈手心的太阳〉； 前一天因突发急性肠胃炎，张韶涵坚持带病演出                                                                 | 大約12,000人 |
| 19         | 2018年12月14日 | 台灣       | 台北             | 台北小巨蛋                     | 吳青峰                                            | 各界反应热烈，主辦單位決定加場； 與嘉賓吳青峰合唱〈有形的翅膀〉和〈藍眼睛〉； 繼歌手後首唱〈情人流浪記〉； 安可曲為〈阿刁〉         | 大約12,000人 |
| 20         | 2018年12月15日 | 台灣       | 台北             | 台北小巨蛋                     | 信、Kenn C                                        | 1萬多張門票於2分鐘內售罄； 與嘉賓信合唱〈千年之戀〉； 安可曲為〈阿刁〉和〈Faded & Titanium〉                                        | 大約12,000人 |
| 21         | 2019年1月12日  | 馬來西亞   | 雲頂             | 雲星劇場                       |                                                   | 安可曲為〈喜歡你沒道理〉 | 大約6,000人  |
| 22         | 2019年1月19日  | 新加坡     | 新加坡           | 新加坡博覽中心                 |                                                   | 安可曲為〈我戀愛了〉 | 大約10,000人 |
| 23         | 2019年1月26日  | 加拿大     | 多倫多           | 索尼表演藝術中心               |                                                   | 北美巡演第一站； 安可曲為〈阿刁〉和〈Faded & Titanium〉                                                                             | 大約3,200人  |
| 24         | 2019年1月29日  | 加拿大     | 溫哥華           | 伊利沙伯女皇劇院               |                                                   | 安可曲为〈阿刁〉和〈Faded & Titanium〉                                                                                              | 大約3,000人  |
| 25         | 2019年3月14日  |            | 墨爾本           | 墨爾本會展中心                 |                                                   | 安可曲為〈阿刁〉和〈Faded & Titanium〉                                                                                              | 大約6,000人  |
| 26         | 2019年3月15日  | 布里斯本   | 布里斯本會展中心 |                                | 安可曲為 〈不想懂得〉                             | 大約3,500人 |              |
| 27         | 2019年3月17日  | 悉尼       | 雪梨市政廳       |                                | 安可曲為〈在人間〉； 张韶涵旅程世界巡回演唱会首唱 | 大約3,000人 |              |
| 28         | 2019年3月23日  | 澳門       | 澳門             | 金光綜藝館                     |                                                   | 安可曲为〈阿刁〉和〈Faded & Titanium〉                                                                                              | 大約12,000人 |
| 總動員人次 | 總動員人次     | 總動員人次 | 總動員人次       | 總動員人次                     | 總動員人次                                        | 總動員人次 | 約30萬       |

## 演出曲目

### 上海站2018年7月14日
Part 1
1. 呐喊
2. Go
3. 為愛而活
4. 夢裡花
5. 全面淪陷
6. 潘朵拉
7. Over The Rainbow

Part 2
1. 第一頁
2. That Girl
3. 不害怕

Part 3
1. 寓言
2. I Started A Joke

Part 4
1. 白白的
2. 復活節
3. 不痛

Part 5
1. 歐若拉
2. 隱形的翅膀
3. 有形的翅膀
4. Journey

Part 6
1. 把你信仰
2. 親愛的那不是愛情
3. 遺失的美好
4. 我的最愛
5. 淋雨一直走

Encore：
1. Faded & Titanium

### 北京站2018年9月30日
Part 1
1. 呐喊
2. Go
3. 為愛而活
4. 夢裡花
5. 潘朵拉
6. 全面淪陷
7. Over The Rainbow

Part 2
1. 第一頁
2. That Girl
3. 不害怕

Part 3
1. 寓言
2. 復活節
3. I Started A Joke

Part 4
1. 白白的
2. 手心的太陽
3. 不想懂得
4. 不痛

Part 5
1. 歐若拉
2. 隱形的翅膀
3. 有形的翅膀
4. Journey

Part 6
1. 親愛的那不是愛情
2. 遺失的美好
3. 我的最愛
4. 喜歡你沒道理
5. 香水百合
6. 淋雨一直走

Encore：
1. 阿刁
2. Besame Mucho & Despacito
3. Faded & Titanium

### 台北站2018年12月14日
Part 1
1. 呐喊
2. Go
3. 為愛而活
4. 夢裡花
5. 潘朵拉
6. 全面淪陷
7. Over The Rainbow

Part 2
1. 第一頁
2. That Girl
3. 不害怕

Part 3
1. 寓言
2. 復活節
3. I Started A Joke

Part 4
1. 白白的
2. 情人流浪記
3. 不痛

Part 5
1. 歐若拉
2. 隱形的翅膀
3. 有形的翅膀(feat.青峰)
4. 藍眼睛(feat.青峰)
5. Journey

Part 6
1. 親愛的那不是愛情
2. 遺失的美好
3. 不想懂得
4. 口袋的天空
5. 我的最愛
6. 淋雨一直走

Encore：
1. 阿刁

### 台北站2018年12月15日
Part 1
1. 呐喊
2. Go
3. 為愛而活
4. 夢裡花
5. 潘朵拉
6. 全面淪陷
7. Over The Rainbow

Part 2
1. 第一頁
2. That Girl
3. 不害怕

Part 3
1. 寓言
2. 復活節
3. 千年之戀(feat.信)
4. 如果你還在就好了(信)

Part 4
1. 白白的
2. 情人流浪記
3. 不痛

Part 5
1. 歐若拉
2. 隱形的翅膀
3. 有形的翅膀
4. Journey

Part 6
1. 親愛的那不是愛情
2. 遺失的美好
3. 看得最遠的地方(feat.Kenn C)
4. 口袋的天空
5. 我的最愛
6. 淋雨一直走

Encore：
1. 阿刁
2. Faded & Titanium

### 雲顶站2019年1月12日
Part 1
1. 呐喊
2. Go
3. 為愛而活
4. 夢裡花
5. 潘朵拉
6. 全面淪陷
7. Over The Rainbow

Part 2
1. 第一頁
2. That Girl
3. 不害怕

Part 3
1. 寓言
2. 復活節
3. I Started A Joke

Part 4
1. 白白的
2. 情人流浪記
3. 不痛

Part 5
1. 歐若拉
2. 隱形的翅膀
3. 有形的翅膀
4. Journey

Part 6
1. 親愛的那不是愛情
2. 遺失的美好
3. 我的最愛
4. 淋雨一直走

Encore：
1. 喜欢你没道理

### 温哥华站2019年1月29日
Part 1
1. 呐喊
2. Go
3. 为爱而活
4. 梦里花
5. 潘朵拉
6. 口袋的天空

Part 2
1. 第一页
2. That Girl
3. 不害怕

Part 3
1. 寓言
2. 复活节
3. 不痛

Part 4
1. 欧若拉
2. 隐形的翅膀
3. 有形的翅膀
4. Journey

Part 5
1. 亲爱的那不是爱情
2. 遗失的美好
3. 手心的太阳
4. 我的最爱
5. 看得最远的地方
6. 淋雨一直走

Encore：
1. 阿刁
2. Faded & Titanium

### 悉尼站2019年3月17日
1. 呐喊
2. Go
3. 为爱而活
4. 梦里花
5. 潘多拉
6. 口袋的天空
7. 寓言
8. 复活节
9. 不痛
10. 欧若拉
11. 隐形的翅膀
12. 有形的翅膀
13. Journey
14. 亲爱的那不是爱情
15. 遗失的美好
16. 我的最爱
17. 淋雨一直走

Encore：
1. 在人間

### 澳门站2019年3月23日
1. 呐喊
2. GO
3. 为爱而活
4. 梦里花
5. 潘朵拉
6. 口袋的天空
7. 寓言
8. 复活节
9. 不痛
10. 欧若拉
11. 隐形的翅膀
12. 有形的翅膀
13. Journey
14. 亲爱的，那不是爱情
15. 遗失的美好
16. 看的最远的地方
17. 手心的太阳
18. 不想懂得
19. 我的最爱
20. 淋雨一直走

；Encore:
1. 阿刁
2. Faded & Titanium

## 外部連結
- 2018張韶涵 「旅程」世界巡迴演唱會